# Brockville Park
Brockville Park war ein Fußballstadion in der schottischen Stadt Falkirk. Der FC Falkirk nutzte das Stadion zwischen 1885 und 2003 als Heimspielstätte.

## Hintergrund und Geschichte
Das Stadion befand sich an der Hope Street in Falkirk. Auf einem dort gelegenen freien Feld spielte der 1876 gegründete FC Falkirk direkt nach seiner Gründung, ab 1877 trug er seine Spiele im Cricket-Stadion Randyford Park des East Stirlingshire Cricket Club im Osten der Stadt aus. Dieses wurde auch vom Lokalrivalen FC East Stirlingshire genutzt. 1881 kehrte er in die Innenstadt zurück und spielte fortan bis zur Fertigstellung des Brockville Park 1885 im Blinkbonny Park. 
Ab 1885 spielte der FC Falkirk im mit vor allem Stehtribünen versehenen Brockville Park. 1921 zog der FC East Stirlingshire in den ebenfalls in der Nähe des Stadtzentrums gelegene Firs Park, was dem Falkirk Derby zusätzliche Bedeutung einbrachte. Die Rekordkulisse von 23.100 Zuschauern stammt aus dem Jahr 1953, als Celtic Glasgow im Rahmen des Scottish FA Cups zu Gast war. 

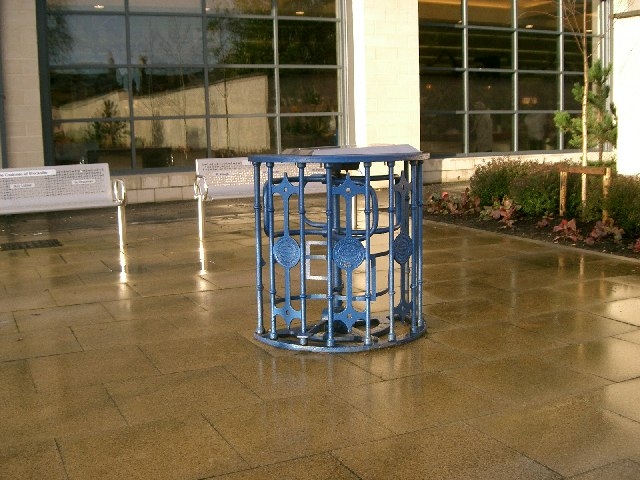
Erinnerungs-Drehkreuz auf dem Parkplatz des an Stelle des Stadions errichteten Supermarkts

Nach Einführung der Scottish Premier League 1998 erfüllte das Stadion nicht mehr die Anforderungen an den Spielbetrieb in der ersten Liga. In der Folge wurde dem FC Falkirk trotz des Gewinns der Zweitligameisterschaft am Ende der Spielzeit 2002/03 der Aufstieg in die Premier League verwehrt. Daraufhin wurde der Bau des reinen Sitzplatzstadions Falkirk Stadium initiiert, der FC Falkirk verkaufte unterdessen sein bisheriges Stadion und das Gelände rund um den Brockville Park an Wm Morrison Supermarkets. Ende 2003 begann das Unternehmen mit dem Abriss, in der Übergangszeit bis zur Fertigstellung des neuen Stadions trat der Verein im Ochilview Park des Vorortklubs FC Stenhousemuir an. Auf dem Parkplatz des neu entstandenen Supermarkts wurde ein Drehkreuz zur Erinnerung aufgestellt.